# Tom Henning Øvrebø
Tom Henning Øvrebø (Oslo, 26 juni 1966) is een Noors voetbalscheidsrechter.
Øvrebø floot 278 wedstrijden in de Noorse Premier League sinds hij debuteerde op 20 juni 1993. Hij won de Kniksenprijs als scheidsrechter van het jaar in de Noorse Tippeligaen in 2001, 2002, 2003, 2005 en 2006. Hij floot de bekerfinale van Noorwegen in 1999 (Rosenborg - SK Brann) en 2006 (Fredrikstad - Sandefjord). Buiten zijn scheidsrechters carrière is hij ook een gekwalificeerde psycholoog
Øvrebø was actief op het Euro 2008 in Oostenrijk en Zwitserland. Hij floot de openingswedstrijd Duitsland - Polen in poule B en Italië - Roemenië, dat eindigde in 1-1. Tijdens laatstgenoemd duel werd Øvrebø hevig bekritiseerd voor een dubieuze penalty die werd toegekend aan Roemenië en een afgekeurd doelpunt van Italië.
Ondanks zijn excuses voor deze fouten floot de scheidsrechter geen wedstrijd meer op dit EK.
In 2009 stond deze scheidsrechter nogmaals ter discussie. Zo floot hij tijdens de halve finale van de UEFA Champions League 2008-2009 tussen Chelsea FC en FC Barcelona voor zes, door Chelsea geclaimde, penalty’s niet. Achteraf zei Didier Drogba, speler van het Engelse team, dat de wedstrijd een "fucking disgrace" was. Øvrebø zou onder politiebegeleiding het land hebben verlaten, vanwege de doodsbedreigingen aan zijn adres. In 2013 zette hij officieel een punt achter zijn professionele carrière als scheidsrechter.